# 33467 Johnlieb
33467 Johnlieb è un asteroide della fascia principale. Scoperto nel 1999, presenta un'orbita caratterizzata da un semiasse maggiore pari a 2,5539867 UA e da un'eccentricità di 0,1597921, inclinata di 3,45622° rispetto all'eclittica.